# Not Your Muse
《Not Your Muse》는 영국의 싱어송라이터 설레스트가 발매할 첫 번째 정규 음반이다. 2021년 2월 26일 보스 사이즈와 폴리도르 레코드를 통해 발매를 할 예정이다. 초기에는 2020년 말에 발매를 하려고 하였으나, 코로나19 범유행으로 인하여 몇 번에 걸쳐 발매일이 연기되었다. 〈Strange〉, 〈Stop This Flame〉, 〈A Little Love〉까지 세 개의 수록곡이 싱글컷되었다. 대부분 설레스트가 제이미 하트맨과 함께 곡을 만들었으며, 하트맨은 이 음반에서 프로듀서도 함께 겸하였다.

## 배경과 녹음
《Not Your Muse》의 대부분의 수록곡은 설레스트와 제이미 하트맨이 썼으며, 후자는 프로듀싱까지 담당하였다. 설레스트는 DIY에서 《Not Your Muse》에 수록된 곡들은 상업적 성공을 의도한 것이 아니라 자신이 원하였던 것을 생각하면서 작업하고 녹음하였다고 밝혔다. 또한 소셜 미디어에서 발표한 음반 발매 내용과 함께 설레스트는 이렇게 썼다.
《Not Your Muse》는 내가 무력감을 느낄 때 찾을 수 있는 힘이다.... 이 음반을 만들면서 나는 나 스스로 힘이 넘치고, 눈이 휘둥그레지며, 성취감을 느끼는 지경에 도달할 수 있었다. 첫 음반에서 이룬 성과와 현재의 이 위치에 서게 된 것이 무척 자랑스러우며, 한 해를 보내고 나니 감사함과 설렘밖에 느껴지지 않는다. 부디 여러분이 이 음반을 좋아하면 좋겠다.

## 발매와 홍보
설레스트는 2019년 9월 4일 〈Strange〉를 발매하였고, 명성을 얻게 되었다. 이후 일부 텔레비전 쇼나 시상식에 나가서 이 노래로 공연을 하였으며, 비평적으로도 찬사를 받았다. BBC에서 매년 선정하는 음악 비평 설문 조사 사운드 오브 2020에서 우승한 후 얼마 지나지 않은 시간인 2020년 1월 9일 〈Stop This Flame〉을 발매하였다. 이 싱글은 스코틀랜드, 벨기에, 네덜란드, 덴마크, 체코의 차트에서 탑 20안에 들고, 영국 싱글 차트에서도 47위에 오르는 등 설레스트에게 처음으로 상업적 성공이라는 것을 경험하게 해주었다. 세 번째 싱글인 〈A Little Love〉는 매년 "존 루이스 & 파트너스의 크리스마스 광고"라는 이름으로 매년 나오는 사운드트랙에서 처음으로 공개되었다. 이 싱글도 영국 싱글 차트 59위와 싱글 다운로드 차트 4위에 올랐다. 2020년 12월 초, 설레스트는 첫 정규 음반의 발매를 발표하면서 제목과 커버, 트랙리스트를 공개하였다. 설레스트는 앞서 2020년 말에 발매를 한다는 것을 암시하기도 하였지만, 코로나19 범유행으로 인한 문제와 작업을 하면서 생긴 대인관계의 문제로 인하여 발매를 반복적으로 연기하였다.

## 곡 목록
크레딧은 BMI와 타이달에서 발췌하였다.
| #   | 제목                               | 작사·작곡                                       | 프로듀서             | 재생 시간 |
| --- | ---------------------------------- | ----------------------------------------------- | -------------------- | --------- |
| 1.  | 〈Ideal Woman〉                    |                                                 |                      |           |
| 2.  | 〈Strange (Edit)〉                 | Waite Stephen Wrabel Jamie Hartman              | Hartman              | 3:18      |
| 3.  | 〈Tonight Tonight〉                | Waite Hartman Sean Douglas                      |                      |           |
| 4.  | 〈Stop This Flame〉                | Waite Hartman                                   | John Hill Hartman    | 3:18      |
| 5.  | 〈Tell Me Something I Don’t Know〉 | Waite Hartman Ettie Hartman [a]                 |                      |           |
| 6.  | 〈Not Your Muse〉                  |                                                 |                      |           |
| 7.  | 〈Beloved〉                        |                                                 |                      |           |
| 8.  | 〈Love is Back〉                   |                                                 |                      |           |
| 9.  | 〈A Kiss〉                         | Waite Hartman Mattias Larsson Robin Fredriksson |                      |           |
| 10. | 〈The Promise〉                    |                                                 |                      |           |
| 11. | 〈A Little Love〉                  | Waite Hartman                                   | Hartman Josh Crocker | 2:58      |
| 12. | 〈Some Goodbyes Come with Hellos〉 | Waite Hartman Greg Hein Sam Roman               |                      |           |

### 기타
- ^[a] 공동 작사 및 작곡가임을 의미한다.

## 발매 일정
| 지역 | 날짜            | 형태                     | 버전                                     | 레이블          | 출처   |
| ---- | --------------- | ------------------------ | ---------------------------------------- | --------------- | ------ |
| 세계 | 2021년 1월 15일 | 카세트 CD                | 스탠더드                                 | 폴리도르 레코드 | [ 25 ] |
| 세계 | 2021년 1월 15일 | 음반                     | 얼터너티브 트랙 리스트 (스탠더드 에디션) | 폴리도르 레코드 | [ 25 ] |
| 세계 | 2021년 1월 15일 | 음반                     | 얼터너티브 트랙 리스트 (리미티드 에디션) | 폴리도르 레코드 | [ 25 ] |
| 세계 | 2021년 2월 26일 | 디지털 다운로드 스트리밍 | 스탠더드                                 | 폴리도르 레코드 | [ 24 ] |